# Jacobus Vaet
Jacobus Vaet (geboren omstreeks 1529 – overleden op 8 januari 1567) was als Vlaamse polyfonist een componist van de renaissance. Hij vertegenwoordigt de generatie tussen die van Josquin Desprez en Palestrina en schreef in een gepolijste polyfone stijl, gebruikmakend van doorimitatie. Hij was bevriend met zowel Jacobus Clemens non Papa als Orlando di Lasso.

## Leven
Zoals het geval bij de meeste van zijn componerende tijdgenoten is over Vaets leven niet veel bekend. Vaet werd hetzij in Kortrijk, hetzij in Harelbeke geboren en zijn naam wordt voor het eerst in documenten in Kortrijk aangetroffen, waar hij in 1543 op dertienjarige leeftijd bij de Onze-Lieve-Vrouwekerk als zanger werd aangenomen. In 1547 kwam hij in dienst bij de Katholieke Universiteit Leuven en omstreeks 1550 was hij actief als tenor bij de hofkapel van keizer Karel V. Hij werd kapelmeester van Maximiliaan II in 1554; hij behield die betrekking tot het einde van zijn dagen. Maximiliaan, die in 1564 zijn vader Ferdinand I als keizer zou opvolgen, zou bijzonder ingenomen zijn geweest over zijn kapelmeester. Vaet wordt dan ook bevorderd tot hoofdkapelmeester van de Rooms-keizerlijke hoogheid. Dat Vaets loopbaan, die de vergelijking met die van Lasso aan hof van de Wittelsbachers in München kan doorstaan, in de burgerlijke zin van het woord bijzonder vruchtbaar moet zijn geweest, vindt bevestiging in de inschatting van zijn betekenis als componist door zijn tijdgenoten. Maximiliaan II zou in zijn dagboek Vaets dood betreuren. Voor Vaet werden ook door vooraanstaande componisten uit diens omgeving, klaagzangen gecomponeerd, zoals Vaet zelf dat ooit had gedaan in 1558 voor Jacobus Clemens non Papa (met name het Continuo lacrimas, waarin de naam van Clemens een aantal keren wordt geciteerd). Na zijn overlijden werd Vaet aan de hofkapel opgevolgd door Philippus de Monte.

## Muziek en invloed
Het oeuvre van Vaet omvat 71 motetten, 10 missen, 11 hymnen, 8 zettingen van het Magnificat en 3 chansons, in de moderne tijd uitgegeven door Milton Steinhardt.
Vaet onderging niet enkel de invloed van Nicolas Gombert van wie de ononderbroken gepolijste polyfone stijl wordt herkend in het grootste deel van Vaets muziek, maar ook die van zijn vriend Clemens non Papa en van Lasso van wie hij de stijl vaak nabootste. Vaet maakte van kruisgewijze verhoudingen gebruik op een wijze die tot dan toe vrij ongezien was (hoewel al aangetroffen in de muziek van Gombert) en die de contrapuntische passages sterk kruiden; soms treden ze ook gelijktijdig op, wat resulteert in dissonante botsingen: alleen al om die reden zou niemand zijn muziek voor die van Palestrina houden. Vaets composities eindigen soms ook op drieklanken in mineur (bijvoorbeeld het motet Postquam consummati essent; eindigen op een akkoord in mineur was vrij ongewoon tot voor het einde van de late 16e eeuw). Andere karaktertrekken van deze stijl waren de voorkeur voor progressies gegrond op de kwintencirckel, zowel als dominant-tonicacadensen: beide trekken zijn een voorafschaduwing van wijzigingen die in de muziek pas goed zouden optreden tegen het einde van de 16e eeuw. Zijn gebruik van kwintencirkelprogressies kan onder invloed gestaan hebben van Orlando di Lasso. Het is ook een kenmerk van de Spaanse polyfonie van toen; als lid van de kapel van Karel V en later van Maximiliaan II kan Vaet vertrouwd zijn geweest met de muziek van Spanjaarden als Francisco Guerrero die in een soortgelijk idioom schreef en ook voor Maximiliaan werkte.
Ongewoner nog dan zijn vinnige kruisgewijze verhoudingen was zijn voorkeur voor aanhalingen en parodie. Hij schreef als eerste een Missa quodlibetica, een vijfstemmige mis, samengesteld uit een reeks quodlibets - simultane presentaties van verschillende bekende melodieën, verzameld uit zowel geestelijke als wereldlijke bronnen. In andere composities ontleent hij deels bij tijdgenoten deels bij een oudere generatie componisten, onder wie Josquin Desprez, Jean Mouton, Jacquet van Mantua, Jacobus Clemens non Papa en Cypriano de Rore.
Van Vaets missen hebben er negen volledig de tand des tijds doorstaan, waaronder een zetting van het Requiem (een van de verhoudingsgewijs weinige uit het midden van de 16e eeuw). Voorts zijn tal van motetten overgeleverd - zowel wereldlijke als geestelijke - en ook acht zettingen van het Magnificat en van het Maria-antifoon Salve Regina; alle antifonen waren late werken, uitgegeven in de jaren 1560. Vaet schreef ook een handvol Franse chansons en een Duitse zetting van het Vater unser im Himmelreich.